# Zorilispe cambodgensis
Zorilispe cambodgensis là một loài bọ cánh cứng trong họ Cerambycidae.